# Хоцимек
Хоцимек (пол. Chocimek, нім. Kotsemke, 1937-1945: Buschweide) — село в Польщі, у гміні Любсько Жарського повіту Любуського воєводства.
Населення — 65 осіб (2011).
У 1975-1998 роках село належало до Зеленогурського воєводства.

## Демографія
Демографічна структура станом на 31 березня 2011 року:
|          | Загалом | Допрацездатний вік | Працездатний вік | Постпрацездатний вік |
| -------- | ------- | ------------------ | ---------------- | -------------------- |
| Чоловіки | 31      | 7                  | 21               | 3                    |
| Жінки    | 34      | 8                  | 23               | 3                    |
| Разом    | 65      | 15                 | 44               | 6                    |